# Pittosporum qinlingense
Pittosporum qinlingense är en tvåhjärtbladig växtart som beskrevs av Y. Ren och X. Liu. Pittosporum qinlingense ingår i släktet Pittosporum och familjen Pittosporaceae. Inga underarter finns listade.